# Nove Misto, Starîi Sambir
Nove Misto (în ucraineană Нове Місто) este localitatea de reședință a comunei Nove Misto din raionul Starîi Sambir, regiunea Liov, Ucraina.

## Demografie
Componența lingvistică a localității Nove Misto
     Ucraineană (97,95%)
     Alte limbi (0,46%)
Conform recensământului din 2001, majoritatea populației localității Nove Misto era vorbitoare de ucraineană (97,95%), existând în minoritate și vorbitori de polonă (1,37%).